# Johann Joseph von Trautson
Johannes Joseph von Trautson zu Falkenstein (Vienna, 27 luglio 1704 – Vienna, 10 marzo 1757) è stato un cardinale austriaco.

## Biografia
Figlio del noto politico austriaco, il principe Johann Leopold von Trautson, dopo gli studi teologici sostenuti alla "Sapienza" di Roma (ove ottenne il dottorato in teologia il 9 aprile 1723 ed il dottorato in utroque iure il 27 ottobre di quello stesso anno), Johann Joseph von Trautson venne ordinato sacerdote il 26 settembre 1728 e divenne dapprima canonico a Salisburgo e poi a Passavia e Breslavia e prevosto di Ardagger.
Il 7 dicembre 1750 venne nominato arcivescovo coadiutore di Vienna e dopo la morte dell'arcivescovo Sigismund von Kollonitz, ottenne il governo dell'arcidiocesi il 17 maggio 1751.
Maria Teresa lo nominò professore di scienze filosofiche e teologiche all'Università di Vienna e divenne rettore della nuova università, che sorse al posto dell'antica Accademia Austriaca delle Scienze.
Poco prima della propria morte, il 5 aprile 1756 venne nominato cardinale, ma senza mai ottenere un titolo cardinalizio. Alla sua morte venne sepolto nella cripta dei vescovi di Vienna.

## Genealogia episcopale
La genealogia episcopale è:
- Cardinale Sigismund von Kollonitz
- Cardinale Johann Joseph von Trautson